# عين عسان
عين عسان قرية سوريّة تتبع إداريّاً لمحافظة حلب منطقة السفيرة ناحية تلعرن، بلغ تعداد سكانها 1,116 نسمة حسب التعداد السكاني لعام 2004.